# کونوئه موتومیچی
کونوئه موتومیچی ((به ژاپنی: 近衛 基通 Konoe Motomichi); ۱ ژانویهٔ ۱۱۶۰ – ۸ ژوئیهٔ ۱۲۳۳) کوگیو و بنیانگذار یک شعب خاندان فوجیوارا بنام خاندان کونوئه در اواخر دوره هی‌آن و اوایل دوره کاماکورا اهل ژاپن بود. همسر وی پنجمین دختر تایرا نو کیوموری بنام «تایرا نو هیروکو» بود.